# Shir habatlanim
"Shir habatlanim" (alfabeto hebraico: שיר הבטלנים,tradução portuguesa:  "A canção dos folgazões") foi a canção que representou Israel no Festival Eurovisão da Canção 1987. Foi interpretada em hebraico pelo duo Lazy Bums. A canção tinha letra e música de Zohar Laskov e foi orquestrada pelo maestro Kobi Oshrat. Ela foi assunto para o Ministro da Cultura de Israel ter ameaçado pedir a demissão do cargo.
A letra descreve a rotina diária de um vadio, evidentemente desempregado, que se levanta às 10 horas da manhã e que não consegue ver a luz do sol, porque as persianas e um bloco de edifícios em frente impedem a sua visão. Descreve a sua rotina fazendo o e fumar, e alimentando os pássaros que gozam com ele cantando "Canção dos folgazões". A canção descreve que ele manda o cão fazer os recados à mercearia, antes de ir passear com o cão. À noite não consegue ver a lua, por causa dos edifícios em frente da sua casa. Os versos são entremeados com o coro repetindo palavras sem sentido "Hupa, Hole Hupa, Hupa Hole". Os intérpretes apresentaram-se de um modo cómico: dando saltos, batendo palmas e dançando.
Em Bruxelas, a canção israelita foi a segunda a ser interpretada na noite do festival, depois da canção norueguesa "Mitt liv", interpretada por Kate e, antes da canção austríaca "Nur noch Gefühl", interpretada por Gary Lux No final, a canção israelense terminou em oitavo lugar, recebendo um total de 73 pontos.
Foi a primeira vez que Israel que foi selecionado um canção e uma interpretação com ar cómico e isto fez aumentar a ira do Ministro da Cultura de Israel que ameaçou abandonar o lugar se a canção representasse o país. Apesar de a canção representar o país com aqueles dois comediantes, o referido Ministro não se demitiu.
A canção foi muito popular na Islândia, onde o duo atuou e interpretou ao vivo em vários programas televisivos, foi também gravada uma versão em inglês.
Em 1996, a Xuxa lançou uma versão em português para essa canção no seu álbum Tô de Bem com a Vida, a música Huppa Hulle.